# Municipio de Sand Hill (Misuri)
El municipio de Sand Hill (en inglés: Sand Hill Township) es un municipio ubicado en el condado de Scotland en el estado estadounidense de Misuri. En el año 2010 tenía una población de 380 habitantes y una densidad poblacional de 4,86 personas por km².

## Geografía
El municipio de Sand Hill se encuentra ubicado en las coordenadas 40°21′31″N 92°6′29″O / 40.35861, -92.10806. Según la Oficina del Censo de los Estados Unidos, el municipio tiene una superficie total de 78.2 km², de la cual 77,74 km² corresponden a tierra firme y (0,6 %) 0,47 km² es agua.

## Demografía
Según el censo de 2010, había 380 personas residiendo en el municipio de Sand Hill. La densidad de población era de 4,86 hab./km². De los 380 habitantes, el municipio de Sand Hill estaba compuesto por el 97,63 % blancos, el 0,26 % eran amerindios, el 1,84 % eran asiáticos y el 0,26 % eran de una mezcla de razas. Del total de la población el 1,32 % eran hispanos o latinos de cualquier raza.